# Milton of Campsie
Milton of Campsie is een dorp in de Schotse council East Dunbartonshire in het historisch graafschap Dunbartonshire en ligt ongeveer 15 kilometer ten noorden van Glasgow.